# Biritiba Mirim
Biritiba Mirim é um município brasileiro do estado de São Paulo, localizado na Região Metropolitana de São Paulo e Alto Tietê. Sua população, conforme o Censo 2022, era de 29 676 habitantes e a área é de 317,406 km², o que resulta numa densidade demográfica de 93,50 hab./km².

## Topônimo
O topônimo "Biritiba Mirim" é de origem tupi, significando "pequeno ajuntamento de juncos", através da junção de pi'ri (Rhinchospora cephalotes, um tipo de junco), tyba (ajuntamento). e mirim (pequeno).

## História
Fundado em 1873 a partir da construção da Capela de São Benedito, o território de Biritiba Mirim pertenceu a Mogi das Cruzes até o ano de 1963. Explorado durante muito tempo por sertanistas e bandeirantes, o local só veio a se constituir em povoado por volta de 1820. Desde o período colonial, moradores e representantes da administração de Mogi das Cruzes já andavam pela região, servida pelas águas do Rio Tietê - fonte segura de sobrevivência e de locomoção geográfica àqueles que se predispunham a desbravar matas tão fechadas.
Não se pode negar que o local tenha sido ponto de passagem dos Bandeirantes e viajantes que expandiram os limites territoriais do Brasil Colonial e, consequentemente, dos domínios do rei de Portugal.
Até 1820, o povoado que havia se formado em torno da Capela de São Benedito contava com um número muitas vezes maior de habitantes do que o do bairro de Santa Catarina, tanto é que em 1882 a administração de Mogi das Cruzes criou na localidade um distrito policial.
Tornou-se município em 1964, quando se emancipou de Mogi das Cruzes.

## Geografia
Seus limites são Guararema a norte, Salesópolis a leste, Bertioga a sul e Mogi das Cruzes a oeste e noroeste e sua altitude e 780 m.
Quanto à paisagem, ao redor do perímetro urbano, situam-se a agricultura (olericultura e floricultura).
O clima da cidade, como em toda a Região Metropolitana de São Paulo, é o subtropical. A média de temperatura anual gira em torno dos 18Cº, sendo o mês mais frio Julho (média de 14 °C) e o mais quente Fevereiro (Média de 22 °C). O índice pluviométrico anual fica em torno de 1 400 mm.
Afastando-se do centro urbano, encontra-se o reflorestamento, caracterizando a diversidade de elementos na paisagem, por conta das atividades antrópicas, inclusa aí, a Barragem de Ponte Nova, no lado leste do município. Encaminhando-se para o sul, até o limite territorial, depara-se com a Mata Atlântica, esta a única região que apresenta alto grau de mata nativa. Como singularidade encontra-se alguns pontos de destaque, no relevo da região do Planalto Paulista. São eles Pedra do Garrafão e Pedra do Sapo.
Como intrusões visuais, deve-se destacar a Represa dos Andes, localizado no sul de Biritiba (distante 15 km em linha reta), literalmente inserida na Mata Atlântica, com aproximadamente 2 (dois) alqueires da área. Além dessa, há que se mencionar a Agricultura como fator de destaque visual na paisagem, formando uma "Concha de Retalhos". O reflorestamento apresenta-se também como forte intrusão visual em diversas áreas do município.

### Hidrografia
Os rios que atravessam o município e limitam seu território são: Rio Tietê, Ribeirão do Biritiba, Rio Itatinga, Rio Itapanhaú, Córrego Lideiro, Rio Parnaíba, Córrego da Fazendinha, Ribeirão Putim, Córrego do Jõao Melo (Córrego da Fazenda ou Córrego Léo), Ribeirão da Fazenda São José, Ribeirão Alegre ou Peroba, Córrego do Capinzal, Ribeirão Guacá, Ribeirão das Pedras, Rio Claro, Ribeirão do Itaim, Ribeirão do Campo no qual localiza-se a Barragem Ribeirão do Campo (Sabesp) que fornece água para a região da Grande São Paulo.

### Rodovias
- SP-88
- SP-92
- SP-98

## Demografia

### População
| Crescimento populacional                             | Crescimento populacional | Crescimento populacional | Crescimento populacional |
| Ano                                                  | População Total          |                          | %±                       |
| ---------------------------------------------------- | ------------------------ | ------------------------ | ------------------------ |
| 1970                                                 | 9 033                    |                          | —                        |
| 1980                                                 | 13 374                   |                          | 48,1%                    |
| 1991                                                 | 17 833                   |                          | 33,3%                    |
| 2000                                                 | 24 653                   |                          | 38,2%                    |
| 2010                                                 | 28 575                   |                          | 15,9%                    |
| 2022                                                 | 29 683                   |                          | 3,9%                     |
| Est. 2024                                            | 30 526                   | [ 10 ]                   | 2,8%                     |
| Fontes: Censos Demográficos IBGE e Estimativas SEADE |                          |                          |                          |

### Dados demográficos
Dados do Censo - 2010
População total: 28 575
- Urbana: 24 525
- Rural: 4 050
- Homens: 14 413
- Mulheres: 14 162

Densidade demográfica (hab./km²): 90,03
Mortalidade infantil até 1 ano (por mil): 19,62
Expectativa de vida (anos): 69,33
Taxa de fecundidade (filhos por mulher): 2,41
Taxa de alfabetização: 83,87%
Índice de Desenvolvimento Humano (IDH-M 2010): 0,712
- IDH-M Renda: 0,710
- IDH-M Longevidade: 0,795
- IDH-M Educação: 0,640

(Fonte: IPEADATA)

## Infraestrutura

### Comunicações
O sistema de telefones automáticos foi inaugurado na cidade em 1977 pela Companhia Telefônica da Borda do Campo (CTBC), empresa subsidiária da Telecomunicações de São Paulo (TELESP) a partir de 1973, que também implantou o sistema de discagem direta à distância (DDD) em 1979 com o código de área (011). Anteriormente a cidade era atendida pela Companhia de Telecomunicações do Estado de São Paulo (COTESP).

## Religião
O Cristianismo se faz presente na cidade da seguinte forma:

### Igreja Católica
- A igreja faz parte da Diocese de Mogi das Cruzes.[20]

### Igrejas Evangélicas
Entre as igrejas protestantes históricas, pentecostais e neopentecostais, encontram-se na cidade:
- Assembleia de Deus Ministério do Belém.[23][24]
- Congregação Cristã no Brasil.[25]